# Literaturjahr 1930
Liste der Literaturjahre

◄◄ | ◄ | 1926 | Literaturjahr 1930 | 1931 | 1932 | 1933 | 1934 | ► | ►►

Weitere Ereignisse

## Neuerscheinungen

### Romane, Erzählungen
- Abd-el-Kader (auch 1930 als Midnight People) – John Knittel
- As I Lay Dying – William Faulkner
- Auf dem Wege zur amerikanischen Botschaft – Anna Seghers
  - enthält auch: Grubetsch, Die Ziegler und Bauern von Hruschowo
- Das Automatenzeitalter – ein prognostischer Roman – Ri Tokko
- Die Baugrube (1930 abgeschlossen) – Andrei Platonow
- Der blaue Expreß (dEA) – Agatha Christie
- Brot – Karl Heinrich Waggerl
- Les cahiers et les poésies d’André Walter – André Gide
- Cakes and Ale – W. Somerset Maugham
- Crazy Cock (1930 abgeschlossen) – Henry Miller
- David Golder (dEA) – Irène Némirovsky
- Dreißig Jahre später – Hans Dominik
- East Wind: West Wind – Pearl S. Buck
- Der eiserne Markgraf von Sausenberg-Rötteln – Käthe Papke
- Erfolg – Lion Feuchtwanger
- Der ewige Spießer – Ödön von Horváth
- Flowering Judas and Other Stories – Katherine Anne Porter
- Die Herzogin von Guermantes (dEA; Bd. 3) – Marcel Proust
- Hiob – Joseph Roth
- In einem andern Land (dEA) – Ernest Hemingway
- Katastrophe 1940 – Karl Ludwig Kossak-Raytenau
- Kontrapunkt des Lebens (dEA) – Aldous Huxley
- Leviathan (dEA) – Julien Green
- Lushins Verteidigung (OA) – Vladimir Nabokov
- The Maltese Falcon – Dashiell Hammett
- Der Mann ohne Eigenschaften (Bd. 1) – Robert Musil
- Mario und der Zauberer – Thomas Mann
- The Murder at the Vicarage – Agatha Christie
- The Mysterious Mr Quin – Agatha Christie
- Narziß und Goldmund – Hermann Hesse
- Pasenow oder die Romantik – Hermann Broch
- Die Powenzbande – Ernst Penzoldt
- Red Leaves – William Faulkner
- Robert – André Gide
- A Rose for Emily – William Faulkner
- Der Schüler Gerber hat absolviert – Friedrich Torberg
- Der Schuß im Tiergarten – Joseph Breitbach
- Der Späher (OA) – Vladimir Nabokov
- Stirb und werde – André Gide
- Swallows and Amazons – Arthur Ransome
- Die Verliese des Vatikan (NeuÜb.) – André Gide
- La Voie royale – André Malraux
- Wolf Solent – John Cowper Powys

### Dramen
- Emil und die Detektive. Ein Theaterstück für Kinder (Bühnenfassung) – Erich Kästner
- Fatzer, 3 – Bertolt Brecht
- Haus Danieli – Alfred Neumann
- Der Jasager – Bertolt Brecht, Elisabeth Hauptmann und Kurt Weill (Musik)
- Die Kabale der Scheinheiligen (1930 abgeschlossen) – Michail Bulgakow
- Die letzten Tage der Menschheit (Bühnenfassung) – Karl Kraus
- Die Maßnahme – Bertolt Brecht
- Die Matrosen von Cattaro – Friedrich Wolf

### Sachliteratur
- Die Angestellten – Siegfried Kracauer
- Armenien 1915 – Heinrich Vierbücher
- Ehe und Moral. Eine Sexualethik – Bertrand Russell
- Die Herrschaft der Minderwertigen (2., erweit. u. veränd. Ausg.) – Edgar Jung
- Das Lehrbuch der Küche – E. Pauli
- Der Mythus des 20. Jahrhunderts – Alfred Rosenberg
- The Principles of Quantum Mechanics (1930 auch auf Dtsch.) – Paul Dirac
- Das Unbehagen in der Kultur – Sigmund Freud

### Kinderlyrikbände
- Arthur mit dem langen Arm – Erich Kästner
- Das verhexte Telefon – Erich Kästner

### Weitere Werke
- Aus einem Totenhaus – Oper (UA postum) von Leoš Janáček (auch Libretto) nach den Aufzeichnungen aus einem Totenhaus von Dostojewski
- Aus meinen Kindertagen (Autobiografie; OA) – Selma Lagerlöf
- Les Aventures du roi Pausole – Operette von Arthur Honegger nach dem Roman von Pierre Louÿs
- L’Âge d’Or (Film) – Drehbuch: Luis Buñuel (auch Regie) und Salvador Dalí
- The Big Trail (Film) – nach einer Erzählung von Hal G. Evarts
- Der blaue Engel (Film) – Drehbuchmitarbeit: Carl Zuckmayer
- Cyankali (Film) – nach dem gleichnamigen Theaterstück von Friedrich Wolf
- Im Westen nichts Neues (Film) – nach dem gleichnamigen Roman von Erich Maria Remarque
- Deutsche Ansprache (Rede) – Thomas Mann
- Ein Freund, ein guter Freund (Lied) – Text: Robert Gilbert
- Im weißen Rößl (Singspiel) – Liedtexte: Robert Gilbert
- The Little Engine That Could (Bilderbuch) – Arnold Munk
- Ein Mann gibt Auskunft (Gedichtband) – Erich Kästner
- My Early Life (Autobiografie; OA) – Winston Churchill
- Die Nase – Oper von Dmitri Schostakowitsch nach der Erzählung von Gogol; Libretto: Jewgeni Samjatin u. a.
- Second Manifeste du Surréalisme – André Breton
- Tintin au Congo (Comicalbum; Vorabdruck) – Hergé
- Die totale Mobilmachung (Essay) – Ernst Jünger
- La voix humaine (Monooper) – Francis Poulenc; Libretto: Jean Cocteau
- Spuren (Geschichtenband) – Ernst Bloch

### Sonstiges
- Von Martin Hürlimann wird in Berlin der 1939 nach Zürich verlegte Atlantis Verlag gegründet.
- Der bis 1940 tätige Verlag Die Runde wird in Berlin gegründet.
- Maxim Gorki gründet die Zeitschrift Sowjetunion.
- Hans Reichenbach und Rudolf Carnap begründen die (seit 1975 wieder erscheinende) philosophische Fachzeitschrift Erkenntnis.
- Als „Zweimonatsschrift für Dichtung und Forschung“ erscheint erstmals die 1943 eingestellte deutsch-schweizerische Zeitschrift Corona.
- Die japanische Literaturzeitschrift Bungei erscheint erstmals.
- Das US-amerikanische Science-Fiction-Magazin Astounding Stories of Super-Science erscheint erstmals und seitdem – unter verschiedenen Titeln – monatlich ohne Unterbrechung.
- Die deutsche Zeitschrift für Transvestiten Das 3. Geschlecht, in der auch belletristische Texte veröffentlicht werden, erscheint erstmals; im Mai 1932 wird die 5. und letzte Ausgabe erscheinen.
- Les grandes figures coloniales, eine kurzlebige Buchreihe mit Biografien zur französischen Kolonialgeschichte, beginnt zu erscheinen.
- Das mehrfach neu aufgelegte Wörterbuch der Münzkunde erscheint erstmals.
- Die 1877 gegründete literarische Zeitschrift Nord und Süd, in der 1878 postum Kleists Essay Über die allmähliche Verfertigung der Gedanken beim Reden veröffentlicht wurde, erscheint letztmals.
- Die 1878 gegründete französische Tageszeitung Le Voltaire, zu deren Autoren auch namhafte Schriftsteller gehörten, erscheint letztmals.
- Die 1897 gegründete französische Zeitung La Fronde, zu deren Autorinnen auch einige Schriftstellerinnen gehörten, erscheint letztmals.
- The Century Magazine, eine seit 1881 existierende amerikanische illustrierte literarische und politische Monatszeitschrift, erscheint letztmals.
- Die ab 1909 publizierte russische wissenschaftlich-historische Zeitschrift Jewreiskaja starina erscheint letztmals.
- Die 1926 begründete ägyptische Wochenzeitschrift für Politik und Literatur Al-Balagh al-Usbuʿi erscheint letztmals.
- Es entstehen die ersten Romane von Georges Simenon, darunter mehrere Werke um Kommissar Maigret, die ab 1931 erscheinen werden.
- Im schweizerischen Exil verfasst Ignazio Silone mit Fontamara seinen ersten Roman, der 1933 in der Schweiz erscheinen wird.
- Die Übersetzung des Johannesevangeliums in das Romanes durch Jaja Sattler und Frieda Zeller-Plinzner erscheint.
- Als Stummfilm erscheint unter demselben Titel eine Verfilmung des Romans Stud. chem. Helene Willfüer von Vicki Baum.
- Erstmals vergeben werden 1930 folgende Literaturpreise:
  - Frost Medal (USA)
  - Lessing-Preis der Freien und Hansestadt Hamburg
  - Premio Viareggio (Italien)
  - Prix Interallié (Frankreich)
  - Prix du Roman d’Aventures (Frankreich)
  - Prix du roman populiste (Frankreich)
- Julien Cain wird Generaldirektor der Französischen Nationalbibliothek.
- John Masefield wird zum britischen Poet Laureate berufen.
- Die Wilhelm-Busch-Gesellschaft wird gegründet.
- Der 1896 gegründete Deutsche Schriftstellerinnenbund löst sich auf.

## Jahrestage

### Geboren im Jahr 1930

#### Januar
- 01. Januar: Adonis, syrisch-libanesischer Lyriker und Essayist
- 01. Januar: H. G. Ewers, deutscher Science-Fiction-Schriftsteller († 2013)
- 01. Januar: Gintautas Iešmantas, litauischer Redakteur, Dichter und Schriftsteller († 2016)
- 03. Januar: Christel Looks-Theile, deutsche Journalistin und Schriftstellerin († 2015)
- 04. Januar: Adriana Ivancich, italienische Poetin, romantische „Muse“ von Ernest Hemingway († 1983)
- 05. Januar: Maynard Solomon, US-amerikanischer Musikwissenschaftler, Biograf und Essayist († 2020)
- 06. Januar: Pierre Chappuis, Schweizer Lyriker, Essayist und Literaturkritiker († 2020)
- 06. Januar: Kenneth Keniston, US-amerikanischer Sozialpsychologe († 2020)
- 06. Januar: Robert Stallman, US-amerikanischer Autor, Literaturkritiker und Anglist († 1980)
- 08. Januar: Luitwin Bies, deutscher Historiker und Publizist († 2009)
- 08. Januar: Nelly Däs, russlanddeutsche Schriftstellerin († 2021)
- 08. Januar: Klaus Paysan, deutscher Fotograf und Buchautor († 2011)
- 08. Januar: Angelo Ventura, italienischer Historiker († 2016)
- 09. Januar: Bilge Karasu, türkischer Schriftsteller, Übersetzer und Sprachphilosoph († 1995)
- 09. Januar: Hellmut Walters, deutscher Schriftsteller († 1985)
- 12. Januar: Mikio Andō, japanischer Kinderbuchautor, Literaturkritiker und Übersetzer († 1990)
- 12. Januar: Jennifer Johnston, irische Schriftstellerin († 2025)
- 16. Januar: Horst von Gizycki, deutscher Kunst- und Sozialpsychologe, Autor, Publizist und Essayist († 2009)
- 16. Januar: Norman Podhoretz, US-amerikanischer politischer Essayist und Verfasser von Memoiren
- 17. Januar: Gustav Luntowski, deutscher Historiker und Archivar († 2022)
- 18. Januar: Bernhard Doerdelmann, deutscher Lyriker, Erzähler, Hörfunkautor und Lektor († 1988)
- 18. Januar: Richard F. Hamilton, US-amerikanischer Politikwissenschaftler, Soziologe und Historiker († 2022)
- 20. Januar: Buzz Aldrin, US-amerikanischer Astronaut und Autor
- 20. Januar: Egon Bondy, tschechischer Dichter und Philosoph († 2007)
- 20. Januar: Edeltraud Eckert, deutsche Dichterin († 1955)
- 21. Januar: Norbert Johannimloh, deutscher Schriftsteller († 2022)
- 22. Januar: Hildegard Goss-Mayr, österreichische Friedensaktivistin und Autorin
- 22. Januar: Brian Wildsmith, britischer Buchgestalter und Kinderbuchillustrator († 2016)
- 22. Januar: Yu Ying-shih, chinesisch-US-amerikanischer Historiker, Sinologe und Philosoph († 2021)
- 23. Januar: Henryk Samsonowicz, polnischer Historiker († 2021)
- 23. Januar: Derek Walcott, lucianisch-britischer Dichter, Dramatiker und Essayist; Nobelpreisträger für Literatur († 2017)
- 24. Januar: Rita Lakin, US-amerikanische Schriftstellerin und Drehbuchautorin († 2023)
- 24. Januar: Dieter P. Meier-Lenz, deutscher Schriftsteller, Dichter, Essayist und Herausgeber († 2015)
- 25. Januar: Evangelos A. Moutsopoulos, griechischer Philosoph und Philosophiehistoriker († 2021)
- 25. Januar: Milner Place, britischer Dichter und Schriftsteller († 2020)
- 25. Januar: Marta Traba, argentinisch-kolumbianische Schriftstellerin und Kunsthistorikerin († 1983)
- 26. Januar: Bryan Berry, britischer Science-Fiction-Autor († 1966)
- 26. Januar: Drutmar Cremer, deutscher Geistlicher, Dichter, Autor und Verleger († 2021)
- 27. Januar: Takao Aeba, japanischer Literaturwissenschaftler († 2017)
- 28. Januar: Margo Glantz, mexikanische Schriftstellerin, Essayistin, Kritikerin und Akademikerin
- 29. Januar: Cheon Sang-byeong, südkoreanischer Lyriker und Schriftsteller († 1993)
- 29. Januar: Albrecht Roeseler, deutscher Musikwissenschaftler, Verlagslektor und Kulturjournalist († 1994)
- 30. Januar: Myron Levoy, US-amerikanischer Schriftsteller († 2019)
- 30. Januar: Friedhelm Werremeier, deutscher Schriftsteller († 2019)
- 31. Januar: Sergius Golowin, Schweizer Autor († 2006)

#### Februar
- 01. Februar: María Elena Walsh, argentinische Lyrikerin, Schriftstellerin, Dramatikerin, Liedermacherin, … († 2011)
- 02. Februar: Gerhard Neumann, deutscher Schriftsteller, Theaterwissenschaftler, -intendant und -regisseur († 2002)
- 03. Februar: Winfried Elliger, deutscher Klassischer Philologe und Autor († 2019)
- 03. Februar: Eva Lubinger, österreichische Schriftstellerin († 2023)
- 04. Februar: Áron Kibédi Varga, ungarisch-niederländischer Literaturwissenschaftler, Romanist und Lyriker († 2018)
- 04. Februar: Adolf Schurr, deutscher Philosoph († 2018)
- 04. Februar: Jürg Ulrich, Schweizer Mediziner, Historiker und Biograf († 2017)
- 05. Februar: Paul Mommertz, deutscher Schriftsteller († 2024)
- 05. Februar: Ilon Wikland, estnisch-schwedische Kinderbuch-Illustratorin
- 05. Februar: Liliane Wouters, französischsprachige belgische Dichterin, Dramatikerin, Schriftstellerin, Essayistin und Übersetzerin († 2016)
- 06. Februar: Amei-Angelika Müller, deutsche Unterhaltungsautorin († 2007)
- 06. Februar: Richard M. Weiner, rumänisch-deutscher Physiker, Sachbuch- und Science-Fiction-Autor († 2020)
- 07. Februar: David Kahn, (militär)historischer Sachbuchautor († 2024)
- 08. Februar: Eva Strittmatter, deutsche Dichterin und Schriftstellerin († 2011)
- 09. Februar: Michel Vianey, französischer Schriftsteller, Essayist und Filmregisseur († 2008)
- 10. Februar: Michael Anthony, trinidadischer Schriftsteller und Dichter, auch Sachbuchautor († 2023)
- 10. Februar: Ansgar Fürst, deutscher Journalist und Buchautor († 2023)
- 10. Februar: Gert Jurgons, deutscher Theaterregisseur († 2006)
- 12. Februar: Wieland Förster, deutscher bildender Künstler und Schriftsteller
- 12. Februar: Henry Lincoln, britischer Autor († 2022)
- 12. Februar: Herbert Nachbar, deutscher Schriftsteller († 1980)
- 12. Februar: Gerhard Rühm, österreichischer Schriftsteller und bildender Künstler
- 12. Februar: Harald Wessel, deutscher Journalist und Buchautor († 2021)
- 12. Februar: Józef Wilkoń, polnischer Illustrator von Bilderbüchern und Autor
- 13. Februar: Ernst Fuchs, österreichischer bildender Künstler und Autor († 2015)
- 14. Februar: Friedrich Knilli, deutsch-österreichischer Medienwissenschaftler, Essayist und Biograf († 2022)
- 14. Februar: Harry Mathews, US-amerikanischer Dichter, Schriftsteller, Essayist, Übersetzer; englisch und französisch schreibend († 2017)
- 15. Februar: Algimantas Baltakis, litauischer Dichter, Literaturkritiker und Übersetzer († 2022)
- 15. Februar: Hatto H. Schmitt, deutscher Althistoriker († 2023)
- 16. Februar: Gilbert Forray, französischer Militär und Schriftsteller († 2017)
- 16. Februar: Richard Kitschigin, deutscher Journalist und Buchautor († 2015)
- 17. Februar: Jörg von Liebenfelß, österreichisch-deutscher Autor
- 17. Februar: Ruth Rendell, britische Schriftstellerin († 2015)
- 18. Februar: Wolfgang Smith, US-amerikanischer Mathematiker und Philosoph († 2024)
- 19. Februar: Kjell Espmark, schwedischer Lyriker, Schriftsteller, Literaturhistoriker und Mitglied des Nobelkomitees († 2022)
- 19. Februar: Hanna Geremek, polnische Althistorikerin und Papyrologin, Autorin und Übersetzerin († 2004)
- 19. Februar: Martin Stern, Schweizer Literaturwissenschaftler († 2024)
- 21. Februar: Joan Metge, neuseeländische Sozialanthropologin und Autorin
- 21. Februar: Wilfried Minks, deutscher Bühnenbildner und Theaterregisseur († 2018)
- 21. Februar: Rolf Rohmer, deutscher Theaterwissenschaftler und -intendant († 2019)
- 21. Februar: Heinrich G. Schneeweiß, österreichischer Schriftsteller und Übersetzer (in den Niederlanden lebend)
- 22. Februar: Edward D. Hoch, US-amerikanischer Krimi- und Science-Fiction-Autor († 2008)
- 23. Februar: Gerry Davis, britischer Drehbuch- und Science-Fiction-Autor († 1991)
- 23. Februar: Jef Geeraerts, belgischer Schriftsteller († 2015)
- 25. Februar: Erica Pedretti, Schweizer Schriftstellerin und bildende Künstlerin († 2022)
- 25. Februar: Ebba Schwimann-Pichler, österreichische Schriftstellerin († 2019)
- 25. Februar: Masao Yamakawa, japanischer Schriftsteller († 1965)
- 27. Februar: Jamel Eddine Bencheikh, algerisch-französischer Schriftsteller und Akademiker († 2005)
- 27. Februar: Helga Grebing, deutsche Historikerin († 2017)
- 27. Februar: Peter Stone, US-amerikanischer Musical- und Drehbuchautor († 2003)
- 28. Februar: Lex Jacoby, luxemburgischer Schriftsteller († 2015)

#### März
- 01. März: Richard Rive, südafrikanischer Schriftsteller († 1989) – evtl. * 1931
- 01. März: Fritz Vogelgsang, deutscher Übersetzer, Essayist und Herausgeber († 2009)
- 02. März: Tom Wolfe, US-amerikanischer Schriftsteller († 2018)
- 03. März: Heiner Geißler, deutscher Politiker und Autor († 2017)
- 03. März: José Llompart, spanischer, in Japan tätiger Rechtsphilosoph und Autor († 2012)
- 05. März: Johnny Christensen, dänischer Altphilologe und Philosophiehistoriker († 2018)
- 05. März: Robert E. Margroff, US-amerikanischer Science-Fiction- und Fantasy-Autor († 2015)
- 06. März: Werner Kaempfe, deutscher Übersetzer, Verlagslektor und Schriftsteller († 2020)
- 07. März: Brian Hayles, britischer Schriftsteller und Drehbuchautor († 1978) – evtl. * 1931
- 08. März: Hans Bungert, deutscher Amerikanist, spez. zur amerikanischen Literatur († 2000)
- 08. März: Zagorka Golubović, jugoslawisch-serbische Soziologin und Anthropologin († 2019)
- 08. März: Joseph Mélèze-Modrzejewski, polnisch-französischer Alt- und Rechtshistoriker († 2017)
- 08. März: Ernst Tugendhat, deutscher Philosoph († 2023)
- 09. März: Maria Àngels Anglada, katalanische Schriftstellerin und Dichterin († 1999)
- 09. März: Ota Filip, tschechisch-deutscher Schriftsteller († 2018)
- 09. März: Howard L. Myers, US-amerikanischer Science-Fiction-Autor († 1971)
- 10. März: Klas Ewert Everwyn, deutscher Schriftsteller († 2022)
- 12. März: Ryszard Badowski, polnischer Journalist und Autor († 2021)
- 12. März: Kurt Flasch, deutscher Philosophiehistoriker, Essayist, Biograf
- 12. März: Theodor Straub, deutscher Historiker († 2023)
- 13. März: Günther Uecker, deutscher Maler, Objektkünstler und Autor († 2025)
- 14. März: Ludwig Finscher, deutscher Musikhistoriker, Autor und Herausgeber († 2020)
- 14. März: Jegor Jakowlew, russischer Journalist und Schriftsteller († 2005)
- 15. März: Andreas Okopenko, österreichischer Schriftsteller († 2010)
- 16. März: Marianne Kesting, deutsche Literaturwissenschaftlerin, Literaturkritikerin, Biografin, Essayistin († 2021)
- 18. März: Héctor Bianciotti, argentinisch-französischer Schriftsteller und Literaturkritiker († 2012)
- 19. März: Janina David, polnisch-britische Schriftstellerin und Übersetzerin († 2023)
- 19. März: Lina Kostenko, ukrainische Dichterin
- 21. März: Hubertus Guske, deutscher Journalist, Kirchenfunktionär und theolog. Sachbuchautor
- 21. März: Sŏng Ch’an-gyŏng, südkoreanischer Lyriker († 2013)
- 22. März: Stephen Sondheim, US-amerikanischer Musicalautor und -komponist († 2021)
- 23. März: Zygmunt Hübner, polnischer Theaterregisseur und -intendant († 1989)
- 23. März: Johannes Klare, deutscher Romanist und Lusitanist, Sprachwissenschaftler und Übersetzer († 2022)
- 24. März: Owen Gingerich, US-amerikanischer Astronomie- und Wissenschaftshistoriker († 2023)
- 24. März: John Sack, US-amerikanischer Journalist und Schriftsteller († 2004)
- 25. März: Julia Gippenreiter, sowjetische/russische Psychologin und Autorin
- 25. März: Hugo Weczerka, deutscher Historiker († 2021)
- 26. März: Gregory Corso, US-amerikanischer Dichter († 2001)
- 26. März: Adel Theodor Khoury, libanesischer Islamwissenschaftler, Autor und Koranübersetzer († 2023)
- 26. März: Sandra Day O’Connor, US-amerikanische Juristin und Autorin († 2023)
- 28. März: Amelia Rosselli, italienische Dichterin, Erzählerin und Übersetzerin († 1996)
- 29. März: Jacques Damase, französischer Verleger, Galerist und Autor († 2014)
- 29. März: Siegfried Mrotzek, deutscher Schriftsteller und Übersetzer († 2000)
- 29. März: Hans Prolingheuer, deutscher Kirchenhistoriker und Publizist († 2022)
- 30. März: Félix Guattari, französischer Psychoanalytiker und Autor († 1992)
- 31. März: Petre Gigea-Gorun, rumänischer Politiker und Schriftsteller

#### April
- 01. April: Ásta Sigurðardóttir, isländische Schriftstellerin und Illustratorin († 1971)
- 01. April: Frithjof Rodi, deutscher Philosoph
- 03. April: Susanne Hoeber Rudolph, US-amerikanische Politikwissenschaftlerin und Essayistin († 2015)
- 04. April: Chlodwig Poth, deutscher Satiriker und Karikaturist († 2004)
- 04. April: Fritz Schranz, deutscher Philosoph, Aktionskünstler und Autor († 2016)
- 06. April: Alan Walker, britisch-kanadischer Musikwissenschaftler und Biograf
- 07. April: Rainer Schmidt, deutscher Psychoanalytiker und Autor († 2020)
- 07. April: Klaus Peter Schreiner, deutscher Kabarettist und Autor († 2017)
- 08. April: Rafael Cadenas, venezolanischer Lyriker, Essayist und Übersetzer
- 08. April: Paul Schorno, Schweizer Theaterkritiker und Buchautor († 2019)
- 08. April: Miller Williams, US-amerikanischer Dichter, Autor, Übersetzer und Herausgeber († 2015)
- 09. April: Manfred Behrend, deutscher Neuzeithistoriker, Autor und Biograf († 2006)
- 10. April: Eva Marschang, rumänisch-deutsche Literaturforscherin und Übersetzerin
- 10. April: Manfred Nössig, deutscher Theaterwissenschaftler (in der DDR tätig)
- 10. April: Michel Polac, französischer Journalist, Literaturkritiker und Schriftsteller († 2012)
- 11. April: Jost Hermand, deutscher Literatur- und Kulturwissenschaftler und -historiker († 2021)
- 11. April: Isolde Schmitt-Menzel, deutsche Kinderbuchautorin und -illustratorin († 2022)
- 11. April: Bernhard Sutor, deutscher Politikdidaktiker und christlicher Sozialethiker († 2024)
- 13. April: Günter Dietz, deutscher Altphilologe, Dichter und Übersetzer aus dem Neugriechischen († 2017)
- 13. April: Taras Kermauner, jugoslawisch-slowenischer Literaturhistoriker, Philosoph, Essayist, … († 2008)
- 15. April: Helmut König, deutscher Musikherausgeber und Liedermacher († 2021)
- 16. April: René Ahlberg, lettisch-deutscher Soziologe und Autor († 1995)
- 17. April: Hans Toch, US-amerikanischer Sozialpsychologe und Kriminologe († 2021)
- 18. April: Roberto Sosa, honduranischer Dichter und Schriftsteller († 2011)
- 19. April: Georg Denzler, deutscher Theologe und Autor
- 20. April: Antony Jay, britischer Schriftsteller, Fernsehredakteur und -produzent († 2016)
- 20. April: Péter Zsoldos, ungarischer Science-Fiction-Schriftsteller († 1997)
- 21. April: Herbert Graf, deutscher Staatswissenschaftler und Autor († 2019)
- 21. April: Dieter Roth, Schweizer Autor und bildender Künstler († 1998)
- 22. April: Goichi Matsunaga, japanischer Poet, Literaturkritiker und Schriftsteller († 2008)
- 23. April: Manfred Franke, deutscher Schriftsteller († 2020)
- 24. April: James Kelsey McConica, kanadischer Geistlicher und Historiker († 2023)
- 24. April: José Sarney, brasilianischer Schriftsteller und Politiker
- 25. April: Peter Schünemann, deutscher Schriftsteller, Essayist, Biograf, Hörspiel- und Featureautor († 2022)
- 26. April: Bruce Jay Friedman, US-amerikanischer Schriftsteller († 2020)
- 26. April: Anatoli Schastin, sowjetischer Schriftsteller († 1995)
- 29. April: Derek Humphry, britisch-amerikanischer Journalist und Autor († 2025)
- 30. April: Hideo Takahashi, japanischer Literaturwissenschaftler und Übersetzer († 2019)

#### Mai
- 01. Mai: Nuel Belnap, US-amerikanischer Philosoph und Logiker († 2024)
- 01. Mai: Mario Pinzauti, italienischer Filmregisseur und Autor († 2010)
- 01. Mai: Horst Rumpf, deutscher Pädagoge und Autor († 2022)
- 02. Mai: Yoram Kaniuk, israelischer Schriftsteller († 2013)
- 02. Mai: Sigmar Schollak, deutscher Kinderbuchautor und Aphoristiker († 2012)
- 02. Mai: Bernard Slade, kanadischer Dramatiker und Drehbuchautor († 2019)
- 03. Mai: Juan Gelman, argentinischer Schriftsteller und Übersetzer († 2014)
- 03. Mai: Luce Irigaray, französische Psychoanalytikerin, Linguistin und Kulturtheoretikerin
- 03. Mai: Kurt Pätzold, deutscher Historiker († 2016)
- 04. Mai: Elmar Zimmermann, deutscher Pädagoge, Heimatforscher und Autor († 1998)
- 06. Mai: Philippe Beaussant, französischer Musikwissenschaftler und Schriftsteller († 2016)
- 07. Mai: Horst Bienek, deutscher Schriftsteller († 1990)
- 08. Mai: Johann Diedrich Bellmann, niederdeutscher Schriftsteller, Dichter, Dramatiker, Hörspielautor und Übersetzer († 2006)
- 08. Mai: Peter Brenner, deutscher Theaterintendant, Opernregisseur und -übersetzer († 2024)
- 08. Mai: David Herlihy, US-amerikanischer Sozial- und Wirtschaftshistoriker († 1991)
- 08. Mai: Gary Snyder, US-amerikanischer Lyriker, Essayist, Reiseschriftsteller und Übersetzer
- 11. Mai: Kamau Brathwaite, englischsprachiger Dichter und Schriftsteller aus Barbados († 2020)
- 11. Mai: Christian Gellinek, deutscher Philologe und Sozialwissenschaftler († 2022)
- 11. Mai: Konrad Kruis, deutscher Jurist und Autor († 2022)
- 11. Mai: Kurt Morawietz, deutscher Schriftsteller und Dichter († 1994)
- 12. Mai: Mazisi Kunene, südafrikanischer Dichter und Bürgerrechtler († 2006)
- 13. Mai: Diane Detzer, US-amerikanische Science-Fiction-Autorin († 1992)
- 13. Mai: Adolf Holl, österreichischer Theologe, Religionssoziologe, Autor und Publizist († 2020)
- 13. Mai: José Jiménez Lozano, spanischer Dichter, Schriftsteller und Essayist († 2020)
- 14. Mai: María Irene Fornés, US-amerikanische Dramatikerin und Theaterregisseurin († 2018)
- 14. Mai: Michael Mooney, US-amerikanischer Schriftsteller († 1985)
- 15. Mai: Grace Ogot, kenianische Schriftstellerin († 2015)
- 15. Mai: Andrzej Walicki, polnischer Historiker, insbesond. Ideengeschichtler († 2020)
- 16. Mai: Paolo Bozzi, italienischer Psychologe und Autor († 2003)
- 16. Mai: Alexander Kaempfe, deutscher Übersetzer, Journalist und Schriftsteller († 1988)
- 17. Mai: Klaus Hübotter, deutscher Unternehmer, Autor und Herausgeber († 2022)
- 17. Mai: Meinhard Schuster, deutsch-schweizerischer Ethnologe († 2021)
- 18. Mai: Klaus-Jürgen Holzapfel, deutscher Verleger († 2025)
- 18. Mai: Fred Saberhagen, US-amerikanischer Science-Fiction- und Fantasy-Autor († 2007)
- 19. Mai: Lorraine Hansberry, US-amerikanische Dramatikerin und Essayistin († 1965)
- 19. Mai: Hansgeorg Meyer, deutscher Schriftsteller und Journalist († 1991)
- 19. Mai: Jean-Louis de Rambures, französischer Journalist, Autor und Übersetzer († 2006)
- 20. Mai: Peter Fürstenau, deutscher Psychoanalytiker, Psychotherapeut und Autor († 2021)
- 20. Mai: Richard Herrnstein, US-amerikanischer Psychologe und Autor († 1994)
- 20. Mai: Gisela Zoch-Westphal, deutsch-schweizerische Schauspielerin, Rezitatorin, Biografin und Herausgeberin († 2023)
- 21. Mai: Józef Zbigniew Białek, polnischer Literaturhistoriker und -kritiker († 2018)
- 21. Mai: Johannes Wallmann, deutscher ev. Theologe und Kirchenhistoriker († 2021)
- 23. Mai: Friedrich Achleitner, österreichischer Schriftsteller, Dichter und Essayist († 2019)
- 23. Mai: Michel Deguy, französischer Dichter, Essayist, Übersetzer und Philosoph († 2022)
- 25. Mai: Kurt Krolop, deutscher Germanist und Literaturhistoriker († 2016)
- 26. Mai: Werner Schmidt, deutscher Kunsthistoriker und Autor († 2010)
- 27. Mai: John Barth, US-amerikanischer Schriftsteller († 2024)
- 27. Mai: Güngör Dilmen, türkischer Dramatiker und Dramaturg († 2012)
- 27. Mai: Madeleine Ouellette-Michalska, kanadische Dichterin und Schriftstellerin (französisch schreibend)
- 28. Mai: Peter Bien, US-amerikanischer Anglist, Neogräzist und Übersetzer
- 28. Mai: Barbara Flemming, deutsche Turkologin und Essayistin († 2020)
- 28. Mai: Vytautas Petkevičius, sowjetisch-litauischer Schriftsteller († 2008)
- 29. Mai: Ekkehard Schall, deutscher Schauspieler und Dichter († 2005)

#### Juni
- 01. Juni: Patricia Herlihy, US-amerikanische Historikerin († 2018)
- 01. Juni: Joachim Matthes, deutscher Soziologe († 2009)
- 01. Juni: Alois Weimer, deutscher Lehrer, Autor und Herausgeber († 2016)
- 03. Juni: Marion Zimmer Bradley, US-amerikanische Schriftstellerin († 1999)
- 03. Juni: Michail Jemzew, sowjetischer Science-Fiction-Autor († 2003)
- 05. Juni: David Brody, US-amerikanischer Sozialhistoriker und Essayist
- 05. Juni: Alifa Rifaat, ägyptische Schriftstellerin († 1996)
- 06. Juni: Lars Bergquist, schwedischer Schriftsteller und Diplomat († 2022)
- 06. Juni: Jerry Dumas, US-amerikanischer Schriftsteller sowie Comiczeichner († 2016)
- 06. Juni: Alois Klotzbücher, deutscher Bibliothekar und Autor († 2022)
- 06. Juni: Artur Troppmann, deutscher Dichter und Schriftsteller († 1997)
- 07. Juni: Gérard Genette, französischer Literaturtheoretiker († 2018)
- 07. Juni: Manfred Gsteiger, Schweizer Lyriker, Romancier, Essayist, Literaturwissenschaftler und Übersetzer († 2020)
- 09. Juni: Lin Carter, US-amerikanischer Schriftsteller und Herausgeber († 1988)
- 09. Juni: Alda Lara, angolanische Dichterin und Schriftstellerin († 1962)
- 10. Juni: Eckart Kroneberg, deutscher Schriftsteller († 2013)
- 10. Juni: John A. Moses, australischer Neuzeithistoriker, Essayist und Herausgeber († 2024)
- 10. Juni: Theo Sommer, deutscher Historiker, Autor und Publizist († 2022)
- 12. Juni: Adolf Born, tschechoslowakischer bzw. tschechischer Karikaturist und Grafiker, Autor, Buchillustrator und Bühnenbildner († 2016)
- 12. Juni: Arkadi Dawidowitsch, sowjetischer bzw. russischer Aphoristiker († 2021)
- 12. Juni: Burton Pike, US-amerikanischer Germanist, Komparatist und Übersetzer († 2022)
- 12. Juni: Otto Schenk, österreichischer Schauspieler, Kabarettist, Theaterregisseur, -intendant und Autor († 2025)
- 13. Juni: Li Zehou, chinesischer Philosoph († 2021)
- 13. Juni: Andrzej Mularczyk, polnischer Schriftsteller, Dramatiker, Essayist, Sachbuch-, Drehbuch- und Hörspielautor († 2024)
- 13. Juni: Radoslav Selucký, tschechoslowakischer politischer Ökonom, Soziologe und Autor († 1991)
- 13. Juni: Paul Veyne, französischer (Alt-)Historiker, Wissenschaftstheoretiker und Essayist († 2022)
- 14. Juni: Alfred Heinrich, österreichischer satirischer Publizist, (Kabarett-)Autor und Journalist († 2016)
- 14. Juni: Charles McCarry, US-amerikanischer Schriftsteller († 2019)
- 14. Juni: Włodzimierz Odojewski, polnischer Schriftsteller und Hörspielautor († 2016)
- 14. Juni: Richard Stöckle, schwäbischer Mundart-Schriftsteller († 1993)
- 15. Juni: Pierre Legendre, französischer Rechtshistoriker und Psychoanalytiker († 2023)
- 16. Juni: Otia Iosseliani, georgischer Schriftsteller und Dramatiker († 2011)
- 16. Juni: Eberhard Nellmann, deutscher Altgermanist († 2009)
- 18. Juni: Edward Lipiński, polnisch-belgischer Altorientalist († 2024)
- 21. Juni: Uwe Henrik Peters, deutscher Psychiater, Neurologe und Autor († 2023)
- 21. Juni: Gerhard Schott, deutscher Bibliothekar und Autor († 2017)
- 22. Juni: Klaus Gendries, deutscher Theater- und Fernsehregisseur († 2023)
- 22. Juni: Leonard Lamensdorf, US-amerikanischer Schriftsteller
- 23. Juni: John Huxtable Elliott, britischer Neuzeithistoriker und Hispanist († 2022)
- 23. Juni: Juan Alberto Peña Lebrón, dominikanischer Lyriker und Jurist († 2022)
- 24. Juni: Claude Chabrol, französischer Filmregisseur und Drehbuchautor († 2010)
- 24. Juni: Pierre Restany, französischer Kunsthistoriker und -kritiker und Kulturphilosoph († 2003)
- 24. Juni: Clemens Zintzen, deutscher Altphilologe († 2023)
- 26. Juni: Gerd Henniger, deutscher Kunsthistoriker, Schriftsteller, Lyriker, Essayist, Herausgeber und Übersetzer († 1990)
- 27. Juni: W. Royal Stokes, US-amerikanischer klassischer Philologe, Althistoriker, Musikkritiker und Jazzautor († 2021)
- 28. Juni: Maureen Howard, US-amerikanische Schriftstellerin († 2022)
- 29. Juni: Sławomir Mrożek, polnischer Schriftsteller und Dramatiker († 2013)
- 30. Juni: Klaus Fischer, deutscher Schriftsteller, Bühnen- und Hörspielautor und Übersetzer († 2022)
- 30. Juni: Hans Armin Gärtner, deutscher Altphilologe († 2022)

#### Juli
- 01. Juli: Michael Freiherr Marschall von Bieberstein, deutscher Journalist, Kulturmanager, Essayist und Übersetzer († 2012)
- 01. Juli: Rolf Trauzettel, deutscher Sinologe und Historiker († 2019)
- 02. Juli: Wolfgang Brekle, deutscher Germanist und Autor († 2019)
- 02. Juli: Ota Pavel, tschechoslowakischer Schriftsteller und Erzähler († 1973)
- 02. Juli: O. V. Vijayan, indischer Schriftsteller und Karikaturist († 2005)
- 03. Juli: Radoslav Katičić, kroatischer Sprach- und Kulturwissenschaftler († 2019)
- 05. Juli: Hans Helmut Müller, deutscher Bühnen- und Kostümbildner († 2009)
- 06. Juli: Hans-Jürgen Heise, deutscher Dichter, Schriftsteller, Essayist, Literaturkritiker († 2013)
- 06. Juli: Françoise Mallet-Joris, belgisch-französische Schriftstellerin († 2016)
- 06. Juli: Joseph Georg Wolf, deutscher Rechtshistoriker und Autor († 2017)
- 07. Juli: Eugene McCabe, irischer Schriftsteller und Dramatiker († 2020)
- 08. Juli: Walter Aue, deutscher Schriftsteller
- 08. Juli: Antoine Bourseiller, französischer Theater- und Opernregisseur und Schauspieler († 2013)
- 09. Juli: Hans Mühlethaler, Schweizer Schriftsteller, Dichter und Dramatiker († 2016)
- 10. Juli: Fethi Savaşçı, türkisch-deutscher Schriftsteller (türkisch schreibend; † 1989)
- 11. Juli: Harold Bloom, US-amerikanischer Literaturwissenschaftler und -kritiker († 2019)
- 11. Juli: Klaus Wagenbach, deutscher Verleger und Autor († 2021)
- 12. Juli: Dursun Akçam, türkischer Schriftsteller († 2003)
- 12. Juli: Ruth Drexel, deutsche Schauspielerin, Theaterregisseurin und -intendantin († 2009)
- 12. Juli: Wolfgang Held, deutscher Schriftsteller und Drehbuchautor († 2014)
- 12. Juli: Bernd Rüthers, deutscher Rechtswissenschaftler und Autor († 2023)
- 13. Juli: Jesús López Pacheco, spanischer Schriftsteller, Dichter und Übersetzer († 1997)
- 13. Juli: Naomi Schemer, israelische Sängerin und Songwriterin († 2004)
- 14. Juli: Michal Reiman, tschechischer Politologe und Historiker († 2023)
- 15. Juli: Jacques Derrida, französischer Philosoph († 2004)
- 16. Juli: Ezio Frigerio, italienischer Bühnen- und Kostümbildner († 2022)
- 18. Juli: Johanna Hoffmann, deutsche Schriftstellerin († 2015)
- 20. Juli: Lotte Ingrisch, österreichische Schriftstellerin, Theater- und Hörspielautorin († 2022)
- 21. Juli: Lukas Heller, britischer Drehbuchautor deutscher Herkunft († 1988)
- 22. Juli: Neil J. Smelser, US-amerikanischer Soziologe († 2017)
- 23. Juli: Johan Albert Ankum, niederländischer Rechtshistoriker und Autor († 2019)
- 23. Juli: Pierre Vidal-Naquet, französischer Alt- und Sozialhistoriker († 2006)
- 24. Juli: Gianni Clerici, italienischer Sportjournalist und Autor († 2022)
- 25. Juli: Peter Furth, deutscher Sozialphilosoph und Autor († 2019)
- 26. Juli: Teresa Bloomingdale, US-amerikanische Schriftstellerin († 2000)
- 28. Juli: Manfred Bierwisch, deutscher Sprachwissenschaftler und Essayist († 2024)
- 28. Juli: Claude Boujon, französischer Kinderbuchautor und -illustrator († 1995)
- 29. Juli: Lupo Hernández Rueda, dominikanischer Lyriker und Essayist († 2017)
- 29. Juli: Diether Schmidt, deutscher Kunsthistoriker und Autor († 2012)
- 30. Juli: F. X. Toole, US-amerikanischer Boxtrainer und Schriftsteller († 2002)

#### August
- 01. August: Pierre Bourdieu, französischer Soziologe und Sozialphilosoph († 2002)
- 01. August: Josef Simon, deutscher Philosoph († 2016)
- 02. August: Vincenzo Cappelletti, italienischer Philosoph und Wissenschaftshistoriker († 2020)
- 02. August: Hans Friedrich Fulda, deutscher Philosoph, insbesond. Hegel-Forscher († 2023)
- 02. August: Inger Sandberg, schwedische Schriftstellerin und Illustratorin († 2023)
- 03. August: Mack McCormick, US-amerikanischer Musikwissenschaftler, Bluesforscher und Autor († 2015)
- 04. August: Carlfriedrich Claus, deutscher (Sprach-)Künstler († 1998)
- 04. August: Götz Friedrich, deutscher (Opern-)Regisseur und Theaterleiter († 2000)
- 04. August: Joan McCord, US-amerikanische Kriminologin und Autorin († 2004)
- 06. August: Martin Duberman, US-amerikanischer Historiker und Autor
- 08. August: Clemens M. Hutter, österreichischer Journalist und Buchautor († 2022)
- 09. August: Roman Berger, slowakischer Komponist, Musikwissenschaftler und -theoretiker († 2020)
- 09. August: Hans-Joachim Seeler, deutscher Politiker und Autor († 2015)
- 10. August: Marta Portal, spanische Schriftstellerin, Essayistin und Kritikerin († 2016)
- 12. August: Peter Weck, österreichischer Schauspieler sowie Theaterintendant und -regisseur
- 13. August: André Haynal, ungarisch-schweizerischer Psychoanalytiker und Autor († 2019)
- 13. August: Peter Hoffmann, deutsch-kanadischer Historiker († 2023)
- 14. August: Herbert Eisenberger, deutscher Altphilologe († 2020)
- 17. August: Ted Hughes, britischer Dichter und Schriftsteller († 1998)
- 18. August: Hanno Helbling, Schweizer Schriftsteller, Übersetzer und Feuilletonredakteur († 2005)
- 18. August: Heinz Lemmermann, deutscher Musikpädagoge, Schriftsteller, Herausgeber, … († 2007)
- 19. August: David G. Compton, britischer Schriftsteller († 2023)
- 19. August: Pierre Fritsch, französischer Schriftsteller († 2005)
- 19. August: Frank McCourt, US-amerikanisch-irischer Schriftsteller († 2009)
- 19. August: Horst Rabe, deutscher Historiker († 2022)
- 21. August: Irena Vrkljan, kroatisch-deutsche Lyrikerin, Schriftstellerin und Übersetzerin († 2021)
- 22. August: Dietrich Eichholtz, deutscher Historiker und Autor († 2016)
- 22. August: Jan Křen, tschechischer Historiker und Autor († 2020)
- 22. August: Reitfloh Widersinn, österreichischer Dichter von Schüttelreimen († 1995)
- 23. August: Michel Rocard, französischer Politiker und Schriftsteller († 2016)
- 25. August: Ariane Amsberg, niederländische feministische Autorin und Übersetzerin († 2016)
- 26. August: Horst G. W. Gleiss, deutscher Heimatforscher und Autor († 2020)
- 27. August: Hans-Joachim Gelberg, deutscher Kinder- und Jugendbuchverleger und -autor († 2020)
- 28. August: Helmut Bez, deutscher Schriftsteller († 2019)
- 28. August: Kyōko Hayashi, japanische Schriftstellerin († 2017)
- 28. August: Algirdas Pocius, litauischer Schriftsteller († 2021)
- 28. August: Berndt Schaller, deutscher ev. Theologe, Judaist und Autor († 2020)

#### September
- 01. September: Michel Serres, französischer Philosoph († 2019)
- 03. September: Michael Murphy, US-amerikanischer Schriftsteller und Sachbuchautor
- 03. September: Cherry Wilder, neuseeländische Science-Fiction- und Fantasy-Autorin († 2002)
- 06. September: Heleno Saña, spanischer Sozialphilosoph und Essayist (spanisch und deutsch schreibend)
- 07. September: Willi Beitz, deutscher Slawist und Literaturhistoriker († 2020)
- 07. September: Claus Küchenmeister, deutscher Schriftsteller († 2014)
- 08. September: Mario Adorf, deutscher Schauspieler und Schriftsteller
- 08. September: Antonio Requeni, argentinischer Journalist, Schriftsteller, Lyriker, Essayist, Literaturkritiker und Kinderbuchautor
- 08. September: Reinhard Strecker, deutscher politischer Publizist und Aktivist
- 09. September: Svetozar Koljević, jugoslawischer bzw. serbischer Literaturwissenschaftler und Übersetzer († 2016)
- 10. September: Ivan Aralica, kroatischer Schriftsteller, Essayist und Politiker
- 10. September: Ferreira Gullar, brasilianischer Dichter, Schriftsteller, Essayist, … († 2016)
- 10. September: René Rebuffat, französischer Altertumswissenschaftler und Archäologe († 2019)
- 11. September: Jean-Claude Forest, französischer Comiczeichner und -autor († 1998)
- 11. September: Tomasz Strzembosz, polnischer Historiker († 2004)
- 12. September: Werner Toelcke, deutscher Schauspieler und Schriftsteller († 2017)
- 13. September: Robert Stromberger, deutscher Bühnen- und Drehbuchautor, Regisseur und Schauspieler († 2009)
- 14. September: Allan Bloom, US-amerikanischer Philosoph († 1992)
- 14. September: Anton Dontschew, bulgarischer Schriftsteller († 2022)
- 14. September: Mario Szenessy, deutschsprachiger Schriftsteller und Literaturkritiker († 1976)
- 14. September: Alexandre Voisard, französischsprachiger Schweizer Schriftsteller († 2024)
- 17. September: Inessa Lomakina, sowjetische bzw. russische Journalistin und Schriftstellerin († 2007)
- 18. September: Wolf Erich Kellner, deutscher Archivar, Historiker und Politiker († 1964)
- 19. September: Ernst-Wolfgang Böckenförde, deutscher Rechtswissenschaftler, Rechtsphilosoph und Autor († 2019)
- 20. September: Adolf Endler, deutscher Dichter und Schriftsteller († 2009)
- 20. September: Paavo Rintala, finnischer Schriftsteller († 1999)
- 20. September: Stanley Tigerman, US-amerikanischer Architekt, Architekturtheoretiker und Essayist († 2019)
- 21. September: François Dufrêne, französischer Künstler, Vertreter der Lautpoesie († 1982)
- 21. September: Fritz Meisnitzer, deutscher Schriftsteller, Übersetzer und Sachbuchautor zur Fotografie
- 21. September: Klaus Nestele, deutscher Journalist und Autor († 2021)
- 23. September: Klaus-Peter Hertzsch, deutscher ev. Theologe, Autor und Dichter christlicher Balladen († 2015)
- 24. September: Ingrid Bachér, deutsche Schriftstellerin
- 24. September: Henry Friedlander, US-amerikanischer Historiker und Holocaustforscher († 2012)
- 24. September: Fernand Ouellette, kanadischer Dichter, Schriftsteller und Essayist französischer Sprache
- 24. September: Catherine Robbe-Grillet, französische Schriftstellerin
- 24. September: Hans J. Vermeer, deutscher Sprach- und Übersetzungswissenschaftler und Übersetzer († 2010)
- 25. September: Chit Phumisak, thailändischer Intellektueller und Autor († 1966)
- 25. September: Francine du Plessix Gray, US-amerikanische Journalistin und Schriftstellerin († 2019)
- 25. September: Herbert Heckmann, deutscher Schriftsteller († 1999)
- 25. September: Shel Silverstein, US-amerikanischer Musiker, Dichter und Schriftsteller († 1999)
- 27. September: Nicole Cazauran, französische Romanistin und Literaturwissenschaftlerin († 2022)
- 27. September: Erich B. Kusch, deutscher Journalist und Autor († 2010)
- 28. September: Gerhard Bott, deutscher (Fernseh-)Journalist und Autor († 2018)
- 28. September: Immanuel Wallerstein, US-amerikanischer Soziologe und Sozialhistoriker († 2019)
- 29. September: Colin Dexter, britischer Krimi-Schriftsteller († 2017)
- 30. September: Fred Grasnick, deutscher Theaterregisseur, -intendant, -leiter und -schauspieler († 1996)

#### Oktober
- 02. Oktober: Edmundo Desnoes, kubanischer Schriftsteller und Kunstkritiker († 2023)
- 02. Oktober: Felicitas Frischmuth, deutsche Lyrikerin und Prosaautorin († 2009)
- 02. Oktober: David Wingeate Pike, britischer Neuzeithistoriker († 2020)
- 03. Oktober: Theo Buck, deutscher Germanist, Essayist und Biograf († 2019)
- 03. Oktober: Nina Demurowa, sowjetische bzw. russische Literaturwissenschaftlerin, Anglistin und Übersetzerin († 2021)
- 03. Oktober: Notker Hammerstein, deutscher Neuzeit-, Bildungs- und Wissenschaftshistoriker († 2024)
- 03. Oktober: Wolf Klaußner, deutscher Schriftsteller († 2005)
- 04. Oktober: Hans Peter Willberg, deutscher Buchgestalter († 2003)
- 05. Oktober: Dieter Perlwitz, deutscher Schauspieler, Theaterspielleiter und -regisseur († 2019)
- 05. Oktober: Reinhard Selten, deutscher Wirtschaftswissenschaftler (Spieltheorie) und Autor († 2016)
- 05. Oktober: Shugyō Takahashi, japanischer Haiku-Dichter († 2024)
- 06. Oktober: Otto Julius Maier, deutscher Verleger
- 06. Oktober: Abraham J. Twerski, US-amerikanischer Rabbiner, Psychiater und Autor († 2021)
- 07. Oktober: James Heneghan, kanadischer Kinder- und Jugendbuchautor († 2021)
- 08. Oktober: Faith Ringgold, US-amerikanische Künstlerin, Kinderbuchautorin und -illustratorin († 2024)
- 10. Oktober: Daniel Keel, Schweizer Verleger († 2011)
- 10. Oktober: Akiyuki Nosaka, japanischer Schriftsteller († 2015)
- 10. Oktober: Harold Pinter, britischer Schriftsteller und Dramatiker († 2008)
- 12. Oktober: Gerd W. Heyse, deutscher Aphoristiker und Lyriker († 2020)
- 12. Oktober: Rolf Lamprecht, deutscher Journalist und Buchautor († 2022)
- 12./13. Oktober: Suleiman Laeq, afghanischer Dichter und Politiker († 2020)
- 13. Oktober: Rudolf Schenda, deutscher Literaturwissenschaftler und Erzählforscher († 2000)
- 14. Oktober: Rudolfine von Oer, deutsche Historikerin († 2019)
- 15. Oktober: Tera Fabiánová, tschechische Romni, Poetin und Schriftstellerin († 2007)
- 15. Oktober: Heinz-Albert Heindrichs, deutscher Lyriker, Märchenforscher, Zeichner und Komponist († 2021)
- 16. Oktober: Dan Pagis, israelischer Literaturwissenschaftler, Dichter und Übersetzer rumänischer Herkunft († 1986)
- 16. Oktober: John Polkinghorne, britischer Physiker und Theologe († 2021)
- 18. Oktober: Esther Hautzig, US-amerikanische Autorin († 2009)
- 20. Oktober: Dione Venables, britische Schriftstellerin und Verlegerin († 2023)
- 21. Oktober: Jürgen Degenhardt, deutscher Autor († 2014)
- 22. Oktober: William Connor Wright, US-amerikanischer Schriftsteller, Biograf, Dramatiker und Sachbuchautor († 2016)
- 24. Oktober: Elaine Feinstein, britische Dichterin, Schriftstellerin, Biografin, Übersetzerin († 2019)
- 24. Oktober: Johan Galtung, norwegischer Soziologe und Politologe, Friedens- und Konfliktforscher und Autor († 2024)
- 24. Oktober: Manfred Windfuhr, deutscher Literaturwissenschaftler, Autor, Herausgeber, Heine-Forscher
- 25. Oktober: Friedrich Albrecht, deutscher Literaturwissenschaftler, Essayist und Herausgeber († 2020)
- 25. Oktober: Harold Brodkey, US-amerikanischer Schriftsteller († 1996)
- 25. Oktober: Werner Lutz, Schweizer Dichter, Erzähler und bildender Künstler († 2016)
- 26. Oktober: John Arden, britischer Schriftsteller und Dramatiker († 2012)
- 26. Oktober: Jörg Steiner, Schweizer Schriftsteller († 2013)
- 27. Oktober: Francisca Aguirre, spanische Dichterin und Autorin († 2019)
- 27. Oktober: Larry Townsend, US-amerikanischer Schriftsteller und Sachbuchautor mit Schwerpunkt BDSM († 2008)
- 28. Oktober: Barbara Brecht-Schall, Haupterbin Bertolt Brechts und Verwalterin der Brecht-Erben GmbH († 2015)
- 28. Oktober: Franco Migliacci, italienischer Liedtexter und Illustrator († 2023)
- 29. Oktober: Botho Brachmann, deutscher Archivwissenschaftler, Historiker und Autor
- 29. Oktober: Eva Kaufmann, deutsche Literaturwissenschaftlerin († 2019)
- 30. Oktober: Timothy Findley, kanadischer Schriftsteller († 2002)
- 30. Oktober: Frank Hieronymus, Schweizer Bibliothekar und Klassischer Philologe († 2022)
- 30. Oktober: György Sebestyén, ungarisch-österreichischer Schriftsteller († 1990)
- 31. Oktober: Eduard Prüssen, deutscher Grafiker und Buchillustrator († 2019)

#### November
- 01. November: Albert R. Gurney, US-amerikanischer Schriftsteller und Dramatiker († 2017)
- 02. November: Sheila Allen, britische Soziologin († 2009)
- 02. November: Jürgen Stroech, deutscher Bibliothekar und Historiker († 2023)
- 03. November: Niels Birger Wamberg, dänischer Literaturkritiker, Literaturwissenschaftler und Schriftsteller († 2020)
- 05. November: Hans Mommsen, deutscher Historiker († 2015)
- 05. November: Wolfgang J. Mommsen, deutscher Historiker († 2004)
- 06. November: Ernst Vogt, deutscher klassischer Philologe († 2017)
- 10. November: Heinz Küpper, deutscher Schriftsteller († 2005)
- 11. November: Tadeusz Nowak, polnischer Dichter und Schriftsteller († 1991)
- 11. November: Minako Ōba, japanische Schriftstellerin († 2007)
- 11. November: Arnulf Zweig, US-amerikanischer Philosoph († 2016)
- 12. November: Tonke Dragt, niederländische Kinder- und Jugendbuchautorin († 2024)
- 13. November: Fumiko Kometani, japanische Schriftstellerin
- 13. November: Frank Manley, US-amerikanischer Literaturhistoriker, Lyriker, Dramatiker und Erzähler († 2009)
- 13. November: René Philombé, kamerunischer Dichter, Schriftsteller und Verleger († 2001)
- 14. November: Pierre Bergé, französischer Unternehmer, Autor und Mäzen, auch im Literaturbereich († 2017)
- 14. November: Jörg Jannings, deutscher Hörspielregisseur († 2023)
- 15. November: J. G. Ballard, britischer Schriftsteller († 2009)
- 15. November: Saho Sasazawa, japanischer Schriftsteller und Essayist († 2002)
- 16. November: Chinua Achebe, nigerianischer Schriftsteller († 2013)
- 17. November: Karl-Heinz Janßen, deutscher Journalist und Neuzeithistoriker († 2013)
- 17. November: Dragoslav Mihailović, jugoslawischer bzw. serbischer Schriftsteller († 2023)
- 18. November: Gregor Strniša, jugoslawischer Lyriker, Dramatiker und Liedtexter († 1987)
- 19. November: Bernhard Kiekenap, deutscher Historiker und Biograf († 2020)
- 19. November: Isaac Lipschits, niederländischer Historiker, Essayist und Biograf († 2008)
- 19. November: Bernard Noël, französischer Schriftsteller, Dichter, Essayist und Kunstkritiker († 2021)
- 20. November: Christine Arnothy, ungarisch-französische Schriftstellerin († 2015)
- 21. November: Anthony Downs, US-amerikanischer Politikwissenschaftler und Ökonom († 2021)
- 21. November: Marjan Rožanc, slowenischer Schriftsteller und Essayist († 1990)
- 23. November: Herberto Helder, portugiesischer Dichter († 2015)
- 24. November: Klaus Hammacher, deutscher Philosoph († 2024)
- 24. November: Peter Hollfelder, deutscher Pianist und Musikhistoriker († 2005)
- 26. November: Reinhold Ortner, deutscher Pädagoge und christlicher Autor († 2024)
- 27. November: Wladimir Maximow, russischer Schriftsteller und Dissident († 1995)
- 30. November: Bogdan Wojdowski, polnischer Schriftsteller und Redakteur († 1994)

#### Dezember
- 02. Dezember: Gary Becker, US-amerikanischer Ökonom und Autor († 2014)
- 03. Dezember: Jean-Luc Godard, französisch-schweizerischer Filmregisseur und Autor († 2022)
- 03. Dezember: Nguyễn Khải, vietnamesischer Schriftsteller († 2008)
- 04. Dezember: Marc Adrian, österreichischer Künstler und Autor († 2008)
- 04. Dezember: Luan Babameto, albanischer Politiker und Autor
- 04. Dezember: Leszek Bakuła, polnischer Lyriker und Prosaschriftsteller († 1997)
- 05. Dezember: Hans Boldt, deutscher Staatsrechtler, Rechtshistoriker und Politikwissenschaftler († 2024)
- 05. Dezember: Karl Siegstad, grönländischer Schriftsteller († 2010)
- 06. Dezember: Rolf Hoppe, deutscher Schauspieler, Theatergründer und -leiter († 2018)
- 08. Dezember: John Morressy, US-amerikanischer Science-Fiction- und Fantasy-Autor († 2006)
- 08. Dezember: Maximilian Schell, österreichisch-schweizerischer Filmemacher und Autor († 2014)
- 09. Dezember: Felicia Langer, deutsch-israelische Juristin, Menschenrechtsaktivistin und Autorin († 2018)
- 09. Dezember: Edoardo Sanguineti, italienischer Schriftsteller, Dichter, Kritiker und Übersetzer († 2010)
- 10. Dezember: Arlene Kaplan Daniels, US-amerikanische Soziologin († 2012)
- 11. Dezember: Philipp Luidl, deutscher Typograf, Buchgestalter, Autor und Lyriker († 2015)
- 13. Dezember: Rolf H. Krauss, deutscher Kunsthistoriker, Sammler und Autor, spez. zu Fotografie und Literatur († 2021)
- 13. Dezember: Reinhardt Stumm, deutsch-schweizerischer Kulturjournalist, Theaterkritiker und Sachbuchautor († 2019)
- 13. Dezember: Louise A. Tilly, US-amerikanische Historikerin († 2018)
- 13. Dezember: Natan Zach, israelischer Lyriker und Übersetzer († 2020)
- 13. Dezember: Vytautė Žilinskaitė, litauische Satirikerin und Schriftstellerin († 2024)
- 13. Dezember: Reiner Zimnik, deutscher Schriftsteller und Zeichner († 2021)
- 15. Dezember: Edna O’Brien, irische Schriftstellerin († 2024)
- 16. Dezember: Gerhard Hendel, deutscher Germanist, Literatur- und Kulturwissenschaftler († 2016)
- 17. Dezember: Jürgen Gruner, deutscher Verlagslektor und Verleger in der DDR
- 17. Dezember: Armin Mueller-Stahl, deutscher Schauspieler, Musiker, Maler und Schriftsteller
- 19. Dezember: Bożena Kowalska, polnische Kunstwissenschaftlerin und Biografin († 2023)
- 19. Dezember: Miloslav Stingl, tschechischer Ethnologe und Sachbuchautor († 2020)
- 20. Dezember: Volker Klotz, deutscher Literaturwissenschaftler, Theaterkritiker und Essayist († 2023)
- 20. Dezember: Antoine Vitez, französischer Schauspieler, Theaterregisseur und -leiter, Dichter und Übersetzer († 1990)
- 22. Dezember: Christof Müller-Wirth, deutscher Verleger († 2022)
- 22. Dezember: Anna Myrejewa, sowjetische bzw. russische Philologin und Übersetzerin ewenkischer Herkunft († 2012)
- 24. Dezember: Frithjof Bergmann, US-amerikanischer Philosoph und Anthropologe († 2021)
- 25. Dezember: Helmut Hroß, deutscher Pädagoge, Philologe und Autor († 2019)
- 25. Dezember: Gotthart Wunberg, deutscher Germanist, Literaturhistoriker und Kulturwissenschaftler († 2020)
- 26. Dezember: Manfred Altner, deutscher Literatur- und Kunstwissenschaftler, Autor und Herausgeber († 2020)
- 26. Dezember: Wilferd Madelung, deutsch-britischer Islamwissenschaftler und Arabist († 2023)
- 27. Dezember: Marshall Sahlins, US-amerikanischer Kulturanthropologe († 2021)

#### Genaues Datum unbekannt
- Shun Akiyama, japanischer Literaturkritiker und Buchautor († 2013)
- Rada Biller, russisch-deutsche Schriftstellerin († 2019)
- Edward de Capoulet-Junac, französischer Science-Fiction-Autor
- Jacques Cauvin, französischer Prähistoriker und Autor († 2001)
- Eduarda Chiote, portugiesische Lyrikerin und Erzählerin
- Evyatar Friesel, israelischer Historiker
- Gustavo Gasparini, italienischer Schriftsteller
- Kamal Sabri Kolta, ägyptisch(-deutsch)er Ägyptologe und Medizinhistoriker († 2023)
- Rebecca Lutter, deutsche Lyrikerin und Prosaautorin († 2014)
- Mahmut Makal, türkischer Schriftsteller († 2018)
- Malqinhu, chinesisch-mongolischer Schriftsteller
- John Morrow, nordirischer Schriftsteller († 2014)
- Frederic Raurell, spanisch-katalanischer Theologe und Autor († 2023)
- Joachim Rehork, deutscher Althistoriker, Autor, Übersetzer und Herausgeber
- Caesar Rymarowicz, polnisch-deutscher Übersetzer († 1993)
- Herbert Simmons, US-amerikanischer Schriftsteller (evtl. * 1931)
- Harald Steffahn, deutscher Historiker und (biografischer) Schriftsteller († 2018)
- Gudrun Voigt, deutsche Schriftstellerin

### Gestorben im Jahr 1930

#### Januar – Juni
- 07. Januar: Jacob B. Bull, norwegischer Schriftsteller und Dramatiker (* 1853)
- 16. Januar: Johannes Gillhoff, deutscher Schriftsteller (* 1861)
- 19. Januar: Frank Plumpton Ramsey, britischer Philosoph, Logiker, Mathematiker, Ökonom, Übersetzer (* 1903)
- 20. Januar: Kazimierz Bartoszewicz, polnischer Schriftsteller und Historiker (* 1852)
- 25. Januar: Fedele Azari, italienischer Flugzeugpilot sowie Schriftsteller und Maler des Futurismus (* 1895)
- 30. Januar: Manuel Zeno Gandía, puerto-ricanischer Arzt, Dichter und Schriftsteller (* 1855)
- 30. Januar: Raymonde Linossier, französische Schriftstellerin und Orientalistin (* 1897)

- 09. Februar: Paul Levi, deutscher Jurist, Politiker und Autor (* 1883)
- 18. Februar: Adolf Köster, deutscher Politiker, Diplomat und Schriftsteller (* 1883)
- 24. Februar:[1] Georg Callwey, deutscher Verleger (* 1854)

- 02. März: D. H. Lawrence, britischer Schriftsteller (* 1885)
- 06. März: Paul Chassary, französischer Dichter okzitanischer Sprache (* 1859)
- 10. März: Birger Mörner, schwedischer Diplomat und Schriftsteller (* 1867)
- 11. März: Silvio Gesell, Begründer der Freiwirtschaftslehre und Autor (* 1862)
- 12. März: Alois Jirásek, tschechischer Schriftsteller und Historiker (* 1851)

- 13. April: Marie Huot, französische Dichterin und Autorin (* 1846)
- 14. April: Brigitte Augusti, deutsche Autorin von Mädchenliteratur (* 1839)
- 14. April: Wladimir Majakowski, russischer bzw. sowjetischer Dichter (* 1893)
- 21. April: Robert Bridges, britischer Dichter und ‘Poet Laureate’ (* 1844)
- 22. April: Jeppe Aakjær, dänischer Dichter und Schriftsteller (* 1866)

- 01. Mai: Vittorio Pica, italienischer Literatur- und Kunstkritiker und Essayist (* 1862)
- 10. Mai: Edward Stratemeyer, US-amerikanischer Publizist, Book-Packager (“Stratemeyer Syndicate”) und Kinderbuchautor (* 1862)
- 12. Mai: Pieter Jelles Troelstra, niederländischer Politiker und Dichter (* 1860)
- 13. Mai: Helene Lange, deutsche Pädagogin, Frauenrechtlerin und Autorin (* 1848)
- 15. Mai: William John Locke, britischer Schriftsteller und Dramatiker (* 1863)
- 23. Mai: Wilhelm Momma, deutscher Pädagoge und nationalistischer Schriftsteller (* 1880)
- 27. Mai: Gabriel Miró, spanischer Schriftsteller (* 1879)

- 01. Juni: Eugénio Tavares, kapverdischer Dichter, Übersetzer, … (* 1867)
- 10. Juni: Adolf von Harnack, deutscher Theologe und Kirchenhistoriker (* 1851)
- 13. Juni: José Antonio Ramos Sucre, venezolanischer Lyriker und Diplomat (* 1890)
- 23. Juni: Melville Davisson Post, US-amerikanischer Kriminalschriftsteller (* 1869)
- 25. Juni: Maryla Wolska, polnische Dichterin (* 1873)
- 30. Juni: Alwin Freudenberg, deutscher Schriftsteller und Pädagoge (* 1873)

#### Juli – Dezember
- 03. Juli: Nap de la Mar, niederländischer Theatergründer, -leiter, -regisseur und -schauspieler (* 1878)
- 07. Juli: Arthur Conan Doyle, britischer Schriftsteller (* 1859)
- 07. Juli: Julius Hart, deutscher Dichter und Literaturkritiker (* 1859)
- 11. Juli: Andon Zako Çajupi, albanischer Schriftsteller und Übersetzer (* 1866)
- 12. Juli: Alfred Metzner, deutscher Verleger (* 1874)
- 13. Juli: Joseph Anglade, französischer Romanist und Mediävist (* 1868)
- 13. Juli: Ludwig Stein, (ungarisch-)schweizerischer Philosoph, Soziologe und Publizist (* 1859)
- 20. Juli: Sascha Simchowitz, in Deutschland wirkender Dramaturg, Schriftsteller und Theaterwissenschaftler (* 1864)
- 25. Juli: Emil Claar, österreichischer Theaterleiter, Schriftsteller und Dramatiker (* 1842)

- 04. August: Siegfried Wagner, deutscher Komponist und Librettist (* 1869)
- 11. August: J. E. Casely Hayford, ghanaischer Jurist und Schriftsteller (* 1866)
- 22. August: Bertha Clément, deutsche Jugendbuchautorin (* 1852)

- 04. September: Wladimir Arsenjew, russischer Forschungsreisender und Schriftsteller (* 1872)
- 13. September: Pepi Litman, österreichische jüdische Varieté-Sängerin und Leiterin einer Wandertheatertruppe (* ≈1874)
- 00. September: Marie zur Megede, deutsche Schriftstellerin (* 1855)

- 03. Oktober: Philip Zilcken, niederländischer Maler, Radierer und Kunstschriftsteller (* 1857)
- 04. Oktober: Olena Ptschilka, ukrainische Schriftstellerin, Übersetzerin, Journalistin und Ethnologin (* 1849)
- 30. Oktober: Fanny von Bernstorff, norddeutsche Zeichnerin und Kinderbuchautorin (* 1840)
- 31. Oktober: Alexandre Guillot, Schweizer Geistlicher und Autor (* 1849)

- 02. November: Johannes Mohn, deutscher Verleger (* 1856)
- 09. November: Arno Franz, deutscher Schriftsteller und Verleger (* 1880)
- 09. November: Anselma Heine, deutsche Schriftstellerin (* 1855)
- 24. November: Heinrich Lhotzky, deutscher Schriftsteller, meist mit religiösen Themen (* 1859)
- 24. November: Olga Sresnewskaja, russische Philologin und Übersetzerin (* 1845)

- 05. Dezember: Raul Brandão, portugiesischer Schriftsteller (* 1867)
- 08. Dezember: Adolphe Retté, französischer Dichter und Schriftsteller (* 1863)
- 11. Dezember: José Toribio Medina Zavala, chilenischer Bibliograf und Autor (* 1852)
- 25. Dezember: Jakob Mändmets, estnischer Schriftsteller und Journalist (* 1871)
- 26. Dezember: Kin Hubbard, US-amerikanischer Cartoonist, Humorist und Journalist (* 1868)

## Literaturpreise 1930

### Deutsche Literaturpreise
- Dichterpreis der Stadt München: Hans Brandenburg
- Georg-Büchner-Preis (Auswahl): Nikolaus Schwarzkopf
- Goethepreis der Stadt Frankfurt am Main: Sigmund Freud
- Kleist-Preis: Reinhard Goering für Die Südpolexpedition des Kapitäns Scott
- Lessing-Preis der Freien und Hansestadt Hamburg: Friedrich Gundolf

### Internationale Literaturpreise
- Adalbert-Stifter-Preis: Dolores Viesèr
- Grand Prix Gobert: Les journées d’octobre et la fin de l’année 1789. Vers la Fédération. La Fédération von Henri Leclercq und Histoire linguistique d’Alsace et de Lorraine von Paul Lévy
- Grand Prix du Roman: Amour nuptial von Jacques de Lacretelle
- Grosser Schillerpreis: Jakob Schaffner
- Hawthornden-Preis: The End of the World von Geoffrey Dennis
- Holger Drachmann-legatet: Thit Jensen
- James Tait Black Memorial Prize (Fiction): The Good Companions von J. B. Priestley
- James Tait Black Memorial Prize (Biography): The Stricken Deer: or The Life of Cowper von David Cecil
- Julius-Reich-Preis: Erika Mitterer
- Karl-Emil-Tollander-Preis: Emil Zilliacus
- Newbery Medal: Hitty, Her First Hundred Years von Rachel Field
- Nobelpreis für Literatur: Sinclair Lewis
- O.-Henry-Preis (Auswahl): Dressing-Up von W. R. Burnett
- Premio Viareggio (Auswahl): Anselmo Bucci für Il pittore volante
- Prix Femina: Cécile de la Folie von Marc Chadourne
- Prix Goncourt/Roman: Malaisie von Henri Fauconnier
- Prix Interallié: La Voie royale von André Malraux
- Prix Jules-Verne: L’Île au sable vert von Tancrède Vallerey
- Prix Renaudot: Piège von Germaine Beaumont
- Prix du Roman d’Aventures: Le Testament de Basil Crookes von Pierre Véry
- Prix du roman populiste: La Rue sans nom von Marcel Aymé
- Pulitzer-Preis/Dichtung: Selected Poems von Conrad Aiken
- Pulitzer-Preis/Roman: Laughing Boy von Oliver La Farge
- Pulitzer-Preis/Theater: The Green Pastures von Marc Connelly
- Schweizerische Schillerstiftung (Auswahl):
  - Ehrengabe: Hugo Marti; Max Rychner
  - Einzelwerkpreise: Die Wandlung von Cécile Lauber; Matka Boska von Cécile Ines Loos
- William-Dean-Howells-Medaille: Death Comes for the Archbishop von Willa Cather

## Verwandte Preise und Ehrungen
- Asahi-Preis (Auswahl): Sasaki Nobutsuna
- Guggenheim-Stipendium (Auswahl):[2] Ruth Bunzel; Nella Larsen; Owen Lattimore; Henri Peyre; Nicholas J. Spykman; Paul Schuster Taylor; Stanley Vestal; Thomas Wolfe